# Kanton Montreuil-Bellay
Der Kanton Montreuil-Bellay war von 1790 bis 2015 ein französischer Wahlkreis im Arrondissement Saumur, im Département Maine-et-Loire und in der Region Pays de la Loire; sein Hauptort war Montreuil-Bellay. Der Kanton Montreuil-Bellay war 228,79 km² groß und hatte (2012) 13.032 Einwohner.
Im Jahr 2015 wurde der Kanton im Zuge der Umorganisation aufgelöst und seine Gemeinden weitgehend dem Kanton Doué-la-Fontaine zugeteilt.
Der Kanton umfasst Wahlberechtigte aus 13 Gemeinden:
| Gemeinde              | Einwohner Jahr | Fläche km² | Bevölkerungsdichte | Code INSEE | Postleitzahl |
| --------------------- | -------------- | ---------- | ------------------ | ---------- | ------------ |
| Antoigné              | 473 (2013)     | –          | – Einw./km²        | 49009      | 49260        |
| Brézé                 | 1289 (2013)    | –          | – Einw./km²        | 49046      | 49260        |
| Brossay               | 362 (2013)     | –          | – Einw./km²        | 49053      | 49700        |
| Cizay-la-Madeleine    | 501 (2013)     | –          | – Einw./km²        | 49100      | 49700        |
| Le Coudray-Macouard   | 905 (2013)     | –          | – Einw./km²        | 49112      | 49260        |
| Courchamps            | 474 (2013)     | –          | – Einw./km²        | 49113      | 49260        |
| Épieds                | 730 (2013)     | –          | – Einw./km²        | 49131      | 49260        |
| Montreuil-Bellay      | 4030 (2013)    | –          | – Einw./km²        | 49215      | 49260        |
| Le Puy-Notre-Dame     | 1218 (2013)    | –          | – Einw./km²        | 49253      | 49260        |
| Saint-Cyr-en-Bourg    | 937 (2013)     | –          | – Einw./km²        | 49274      | 49260        |
| Saint-Just-sur-Dive   | 397 (2013)     | –          | – Einw./km²        | 49291      | 49260        |
| Saint-Macaire-du-Bois | 458 (2013)     | –          | – Einw./km²        | 49302      | 49260        |
| Vaudelnay             | 1195 (2013)    | –          | – Einw./km²        | 49364      | 49260        |